# Sun Store
Die Sun Store S.A. mit Sitz in Saint-Sulpice ist eine Schweizer Handelskette. Sie betreibt über 100 Gesundheits-Fachgeschäfte, davon 83 Apotheken mit integriertem Drogerie- und Parfümeriebetrieb. Das Unternehmen beschäftigt über 1'700 Mitarbeiter und erwirtschaftete 2009 einen Umsatz von rund 400 Millionen Schweizer Franken.
Das 1972 durch Marcel Séverin gegründete Unternehmen eröffnete seine erste Filiale in Sion und expandierte später in der gesamten Westschweiz. Seit 2004 ist Sun Store mit der schrittweisen Eröffnung von bisher 20 neuen Standorten auch in der Deutschschweiz aktiv; zuletzt kamen bisher sechs Filialen im Tessin hinzu.
Ebenfalls 2004 ging Sun Store mit der Migros eine strategische Partnerschaft ein und belieferte zeitweilig den Onlineshop «Le Shop» mit Parfüms sowie Kosmetik- und Körperpflegeprodukten.
Im Jahre 2009 wurde die Sun Store S.A. durch die Galenica-Gruppe übernommen und wird dort seither in der Division Galenicare geführt – genau wie die Amavita-Apothekenkette. CEO ist seither Ramin Mohadjeri; der Firmengründer Marcel Séverin bleibt Verwaltungsrats-Präsident.